# De zwarte galei
De zwarte galei is het vierde stripalbum uit de Thorgal-reeks en behoort samen met "De schaduwen voorbij" en "De val van Brek Zarith" tot de cyclus van "Brek Zarith".
Het verhaal verscheen voor het eerst in stripblad Tintin/Kuifje in 1981. Het verhaal verscheen voor het eerst als albumvorm bij uitgeverij Le Lombard in 1982. Het album is getekend door Grzegorz Rosiński met scenario van Jean Van Hamme.

## Het verhaal
Thorgal heeft samen met de zwangere Aaricia rust gevonden in een boerendorpje. Op een dag wordt de rust echter verstoord door Jarl Ewing en zijn mannen die op zoek zijn naar een ontsnapte gevangene. Thorgal wordt door toedoen van Shaniah, de jaloerse dochter van het dorpshoofd, aangezien als helper van de gevangene en wordt meegenomen naar de galei van Ewings meester, prins Veronar. Als Thorgal de prins beledigt wordt hij aan de riemen van de galei geketend. Hij slaagt er echter in om samen met de Jarl het benedenruim te veroveren. Zo kunnen ze het schip laten vertragen waardoor het ingehaald wordt door Vikingen, die de bemanning uitroeien en Thorgal bevrijden. Thorgal keert terug naar het dorp om het platgebrand terug te vinden. Hij ontmoet er Ewing, die verantwoordelijk was voor de slachtpartij. Hij vertelt Thorgal dat Aaricia verdronken is en daagt hem uit tot een duel. Thorgal slaagt er hierna in om Ewing dood te schieten, en blijft alleen over met Shaniah.